# جيلسون دو امارال
جيلسون دو امارال (بالبرتغالية: Gilson do Amaral) (4 أبريل 1984 في البرازيل – )؛ هو لاعب كرة قدم كان يلعب كمهاجم.

## وصلات خارجية
- جيلسون دو امارال على موقع رابطة كرة القدم اليابانية للمحترفين (اليابانية)
- جيلسون دو امارال على موقع قاعدة بيانات كرة القدم.إي يو (الإنجليزية)
- جيلسون دو امارال على موقع Soccerway.com (الإنجليزية)
- جيلسون دو امارال على موقع عالم كرة القدم.نت (الإنجليزية)